# Bellerophon (zoologia)
Bellerophon Montfort, 1808 è un genere estinto di molluschi di incerta collocazione tassonomica.
Fu un genere molto longevo: i suoi resti sono noti a partire dal Siluriano (circa 430 milioni di anni fa) e si rinvengono in strati del Triassico Inferiore (circa 250 milioni di anni fa). Fossili di Bellerophon si rinvengono in tutto il mondo.

## Etimologia
Il nome Bellerophon deriva da quello di Bellerofonte, eroe della mitologia greca che uccise il mostro noto come Chimera.

## Descrizione
Questi molluschi primitivi possedevano una morfologia del tutto particolare: la conchiglia, infatti, era planispirale (a spirale sviluppata in un unico piano, quindi simmetrica), mentre la maggior parte  dei gasteropodi viventi è dotata di una conchiglia trocospirale (a spirale elicoidale), asimmetrica. Inoltre, il labbro esterno dell'apertura è caratterizzato da una profonda insenatura situata in posizione dorsale (fessura pleurotomarica), in corrispondenza dell'ano, che facilitava l'evacuazione degli escrementi. Questa fessura interrompeva esattamente a metà le normali linee di accrescimento, lasciando sulla superficie della conchiglia una fascia caratteristica, leggermente in rilievo, detta selenizona (dalla forma semilunata delle linee di accrescimento in corrispondenza di questa fascia). La selenizona, in alcune specie, è bilobata e percorsa da una sella, mentre in altre è composta da un singolo seno che percorre tutta la conchiglia. In alcune specie, inoltre, è presente una ornamentazione a coste, spesso dotate di piccoli tubercoli tondeggianti. Anche la parete della conchiglia era di spessore variabile a seconda delle specie. L'avvolgimento planispirale è sempre molto involuto (con quasi totale ricoprimento dei giri interni da parte dell'ultimo giro). Sono inoltre assenti foro ombelicale, opercolo e qualunque tipo di rivestimento madreperlaceo. La conchiglia era lunga circa 4 centimetri, e l'intero organismo non doveva superare la lunghezza di 8 centimetri.

## Biologia
Bellerophon era un organismo bentonico, ovvero abitante dei fondali marini. Era estremamente adattabile: i suoi fossili infatti si rinvengono in sedimenti terrigeni e misti di piattaforma continentale, così come in depositi carbonatici di reef e piattaforma carbonatica (in particolare nel Devoniano). Questo mollusco era un organismo vegetariano che probabilmente strisciava sul fondale marino, adattato a vari tipi di substrato a seconda delle specie. Data la sua lenta evoluzione e la sua ampia distribuzione stratigrafica, Bellerophon non è da considerarsi un fossile guida.